# Mighty Baby
Pour plus de détails, voir Fiche technique et Distribution.
Mighty Baby (絕世好B, Chuet sai hiu B) est un film hongkongais réalisé par Chan Hing-ka et Patrick Leung, sorti le 9 août 2002.

## Synopsis
Samantha fait des recherches sur une nouvelle ligne de produits pour enfants appelée « What Babies Want ». À cause de ses problèmes d'amour avec Johnny, elle donne le project à Lena, qui fait de Johnny le manager de la partie recherche du projet. Johnny fait appel à son vieux partenaire Wayne qui a trois problèmes - sa fiancée ne veut pas trop avoir de contacts avec lui pendant le travail, sa phobie pour les bébés, et Boey, une fille excentrique qui a la faculté de parler aux bébés. Pendant ce temps, Johnny vire une secrétaire appelée Sabrina. Au début il la déteste, puis petit à petit, il va tomber amoureux d'elle.

## Fiche technique
- Titre : Mighty Baby
- Titre original : 絕世好B (Chuet sai hiu B)
- Réalisation : Chan Hing-ka et Patrick Leung
- Scénario : Chan Hing-ka et Amy Chin
- Production : Charles Heung, Chan Hing-ka et Amy Chin
- Musique : Zhao Zeng-xi et Chu Zhen-dong
- Photographie : Anthony Pun
- Montage : Ki-Hop Chan
- Pays de production : Hong Kong
- Format : Couleurs - 1,85:1 - Dolby Digital - 35 mm
- Genre : Comédie
- Durée : 103 minutes
- Date de sortie : 9 août 2002 (Hong Kong)

## Distribution
- Lau Ching-wan : Johnny Hung
- Louis Koo : Wayne Koo
- Rosamund Kwan : Sabrina
- Gigi Leung : Lena Li
- Cecilia Cheung : Boey
- Carina Lau : Samantha
- Cherrie Ying : Ginger
- Chapman To : Kassey
- Tats Lau : Romeo
- Gc Goo-bi : Gigi
- Chikako Aoyama : Nanako
- Sophie Ngan : Emma
- Rosemary Vandenbroucke : Eileen
- Vincent Kok : Ringo Li
- Wilson Yip : l'officier Yip (caméo)